# Юліуш Мєрошевський
Юліуш Мєрошевський (пол. Juliusz Mieroszewski; 2 лютого 1906 — 21 червня 1976) — польський журналіст, публіцист, політичний оглядач. Друкував статті під псевдонімами «J. Calveley» (Джон Келвелі) та 

## Біографія
Юліуш Мєрошевський народився у місті Краків, Польща.
У міжвоєнній Польщі він був співредактором часопису «Ilustrowany Kurier Codzienny» (Ілюстрований щоденний кур'єр), на сторінках якого виступав проти політичного курсу Німеччини того часу.
Після нападу Третього Рейху на Польщу він не був мобілізований через категорію здоров’я «Д» (нездатний до активної військової служби в мирний час, за винятком певних службових доручень, призначених для територіальної військової служби). Після агресії СРСР проти Польщі 17 вересня 1939 року разом з дружиною Евою (Моравською) і дочкою Монікою перетнули польсько-румунський кордон у Кутах. З грудня 1939 року працював військовим аташе у культурно-освітньому відділі при Посольстві Республіки Польща в Бухаресті. Після ліквідації посольства в листопаді 1940 року та евакуації його персоналу з Румунії, у 1941 році був переведений через Стамбул і Кіпр на Близький Схід. Призначений до польської армії, в Хайфі 18 квітня 1941 року вступив у ряди Незалежної карпатської стрілецької бригади. З лютого 1942 року Юліуш Мєрошевський працював у секції освіти й культури польської армії на Сході, редагуючи «За вільну Польщу» (пол. «Ku Wolnej Polsce». У цей час розпочалася його тривала співпраця з Єжи Ґедройцем.
У жовтні 1942 року Ю. Мєрошевський був призначений до редакції тижневика «Білий Орел». З лютого 1943 року служив у відділі інформації та освіти польської армії на сході, потім у відділі культури й преси 2-го корпусу. У 1943—1946 роках був редактором двотижневика «Парад».
Після війни, коли Польща опинилась під комуністичним пануванням, він вирішив залишитись у Великій Британії. Вів колонку в емігрантському суспільно-культурному тижневику «Wiadomości» («Новини»). Між 1950 та 1972 роками він був головним редактором «Англійського відділу» відомого паризького мігрантського журналу «Kultura» (Культура). Публікував статті про концепцію сучасної світової політики — особливо про боротьбу з експансією комунізму. Оскільки у цей час Польща лишалась авторитарною комуністичною державою, що контролювалась Радянським Союзом, Ю. Мєрошевський та Є. Ґедройць на сторінках журналу, шукають можливість артикулювати політичну програму, яка, на їхню думку, має стати основою для побудови взаємозв'язків майбутньої незалежної Польщі та її колишніх земель, що стала відомою як «Доктрина Ґедройця-Мєрошевського». Автори аналізували шляхи об’єднання країн Східної Європи проти радянської загрози, можливість еволюційної політичної трансформації в Польщі та відновлення її незалежності. 
Ю. Мєрошевський був прибічником примирення Польщі з народами «УЛБ» (Україна, Литва, Білорусь), заснованого на визнанні незворотності територіальних змін, що сталися в результаті Другої світової війни. Погодження поляків із втратою Вільнюса і Львова розглядав як основу примирення зі східними сусідами Польщі й, в майбутньому, здобуття державами Центральної та Східної Європи, підпорядкованими СРСР незалежності. У п'ятдесятих і шістдесятих роках XX століття це була новаторська позиція, що суперечила тодішній популярній думці політичних кіл польської еміграції у Великій Британії та США.
Юліуш Мєрошевський також відомий як перекладач, що переклав польською твори Бертрана Рассела, Арнольда Тойнбі та роман Джорджа Орвелла «1984».
Помер Юліуш Мєрошевський 1976 року в Лондоні.

## Погляди
Попри те, що Мєрошевський за політичними поглядами був соціалістом, він виступав супротивником як комуністичної радянської ідеології, так і панування СРСР у Східній Європі. Це робило програму, вироблену редакторами журналу «Kultura» унікальною та напрочуд важливою. Вона — спроба пов'язати Польщу із національними сподіваннями українців, білорусів та литовців. У 1974 році на сторінках «Культури» він разом з Єжи Ґедройцем сформулював фундаментальну концепцію польської політичної думки про те, що суверенітет України, Литви та Білорусі є чинником, що сприятиме незалежності Польської Республіки, тоді як подальше російське панування над цими країнами відкриває шлях до поневолення Польщі. Юліуш Мєрошевський під час листування з редактором Єжи Ґедройцем обмінявся з ним понад трьома тисячами листів.
Що стосується його ставлення до СРСР, то спочатку Ю. Мєрошевський був прихильником боротьби проти нього у всіх доступних галузях і в усіх доступних формах, але пізніше визнав безглуздість та неефективність застосування силових методів. Він висловив переконання, що зміни, які відбуваються в радянській імперії, повинні призвести до її розпаду. Однак зауважив, що російська проблема як і раніше буде актуальною для Польщі й такою, що вимагатиме розв’язання. Він запропонував «демократизацію» СРСР, своєрідний «експорт європейськості», який нейтралізував би згубний вплив механізмів комунізму як усередині імперії, так і в державах-сателітах. Це завдання він покладав на Польщу, як найбільш наближену до Заходу — як географічно, так і культурно. 
Вважав, що «Завданням польської східної політики має бути розбудова та посилення всіх відцентрових сил у Совєтському Союзі та згуртування спільного фронту пригноблених радами народів — не оминаючи й самих росіян.»
«Польські політики не цінують слова як інструменту політичного впливу. Доморощені «реалісти» постійно повчають нас, що тільки факти мають значення в політиці. Однак вони забувають, що в політиці початком, з якого проростає і зростає факт, завжди є слово» — Юліуш Мєрошевський, «Культура» (1968).

## Публікації українською мовою
Окремі статті Ю. Мєрошевського були видані в антології «Простір свободи: Україна на шпальтах паризької «Культури»
:
- Мєрошевський Ю. Листи з острова. Приватні політичні ініціативи;[6]
- Мєрошевський Ю. Може статись і так;[7]
- Мєрошевський Ю. Польська «Ostpolitik»;[8]
- Мєрошевський Ю. Російський «польський комплекс» і простір УЛБ.[9]